# Bossen tussen Sint-Jan-ter-Biezen en Sint-Sixtusabdij
De Bossen tussen Sint-Jan-ter-Biezen en Sint-Sixtusabdij vormen een landschapshistorische ankerplaats die zich bevindt in de West-Vlaamse gemeenten Poperinge en Vleteren.
Het langgerekte gebied loopt van zuidwest (Sint-Jan-ter-Biezen) naar noordoost (Westvleteren) en het betreft een reeks bossen waarin zich een aantal cultuurhistorisch interessante zaken bevinden. De bossen bevinden zich op een bescheiden rug tussen de IJzer en de Poperingevaart. Op de hellingen van deze rug komen bronnen voor en vinden we de Hollebeek, de Haringebeek, de Klijtebeek, de Bernardsebeek en de Hoeslandbeek.
Vroeger lag hier een aaneengesloten bosgebied, tegenwoordig zijn er een aantal kleinere loofbossen welke liggen te midden van akkers en weilanden en een rijkdom aan planten en dieren herbergen.
In het zuidwesten ligt Kasteel Couthof met domein, verder naar het noordoosten vindt men het domein van Kasteel de Lovie. Verder nog ligt het Dozinghem Military Cemetery, met gesneuvelden uit de Eerste Wereldoorlog, en uiteindelijk de Sint-Sixtusabdij.